# 厚梗染木树
厚梗染木树（学名：Saprosma crassipes）为茜草科染木树属下的一个种。

## 扩展阅读
- 維基物種上的相關：厚梗染木树